# Globale Rahmenvereinbarung
Unter einer globalen Rahmenvereinbarung wird ein Abkommen zwischen einer Globalen Gewerkschaftsföderation und/oder einem  Europäischen Gewerkschaftsverband und einem multinationalen Konzern (MNK) zur Regelung der Arbeitsbeziehungen innerhalb des Konzerns, oft auch in der gesamten Lieferkette, verstanden. 2017 bestanden laut einer Liste der IG Metall 124 solche Vereinbarungen.
Diese verteilten sich folgendermaßen auf die globalen/europäischen Gewerkschaftsföderationen:
- BHI: 20,
- BHI, IndustriALL: 2,
- EPSU: 1,
- ETF: 1,
- IFJ: 1,
- IndustriALL: 52,
- IndustriALL, PSI: 2,
- IndustriALL, BHI, PSI: 1,
- IUF: 7,
- UNI: 37.